# 正力松太郎賞 (仏教)
正力松太郎賞（しょうりきまつたろうしょう）は、財団法人全国青少年教化協議会が、仏教精神に基づき青少年・幼児の健全な育成に貢献した個人・団体に与える賞。名前は全国青少年協議会の結成に尽力した正力松太郎にちなむ。1977年に開始された。
日曜学校や子供会を中心に青少年教育に関わる優れた業績、また文化・藝術・国際貢献などの秀でた活動を顕彰。本賞は100万円、青年奨励賞には30万円が贈呈される。2013年は東日本大震災の復興支援に尽力した人・団体に対する「震災支援功労賞」も特別に設置された。読売新聞社および系列社の日本テレビ、よみうりランド、報知新聞社が後援している。

## 第1回（1977年）
- 花岡大学
- 鹿野苑日曜学校（若狭町・浄土真宗本願寺派正覚寺）

## 第2回（1978年）
- 高橋良和（児童文学者）
- 法雲寺日曜学校（磐田市・曹洞宗法雲寺）

## 第3回（1979年）
- 無着成恭
- 蓮光寺コールルンビニー（大阪市・浄土真宗本願寺派蓮光寺）

## 第4回（1980年）
- 坂村真民
- 速成寺日曜学園（大阪市・真宗大谷派速成寺）

## 第5回（1981年）
- 古宇田亮順（パネルシアター考案者）
- 妙順日曜学校（京都市・浄土真宗本願寺派妙順寺）
- 西川照幸（銚子市・真言宗智山派川福寺住職/奨励賞）
- 松村祐澄（真言宗御室派管長/奨励賞）
- 荒谷日曜学校（奨励賞）
- 正行院青少年部日曜学校（奨励賞）
- 木次仏教日曜学校（奨励賞）

## 第6回（1982年）
- 渡邉顯麿（東京荒川少年少女合唱隊の創立者）
- 法楽寺くすの木文庫

## 第7回（1983年）
- 小川金英（岩手県社会福祉協議会会長）
- めぐみ子供文化会

## 第8回（1984年）
- 南無の会（松原泰道の設立した超宗派の仏教法話会）
- 曹洞宗ボランティア会

## 第9回（1985年）
- 小池俊文（シナリオライター）
- 木次仏教日曜学校

## 第10回（1986年）
- 浄光寺日曜学校（壮瞥町・浄土真宗本願寺派浄光寺）
- 興宗寺日曜学校（姫路市・真宗大谷派興宗寺）
- 桑原法道（柳井市・浄土宗浄慶寺住職/奨励賞）
- 小島昭安（富士市・曹洞宗永源寺住職/奨励賞）
- 高橋昌弘（取手市・真言宗豊山派光明寺住職/奨励賞）
- 池上朗子クラブ（奨励賞）
- 光国寺少年部（福岡市・臨済宗妙心寺派光国寺）

## 第11回（1987年）
- 禿晴雄（雲南市・浄土真宗本願寺派専正寺住職）
- 炎天寺こども俳句大会一茶まつり（足立区・真言宗豊山派炎天寺）

## 第12回（1988年）
- 東井義雄
- 紫雲日曜学校（大津市・浄土宗西蓮寺）

## 第13回（1989年）
- 野田大燈
- 西圓寺こども念仏（長門市・浄土宗西圓寺）

## 第14回（1990年）
- 信ケ原良文（檀王法林寺住職）
- 川崎大師日曜教苑

## 第15回（1991年）
- 元浄健爾（和木町・浄土真宗本願寺派養専寺住職）
- ことばの教室・雪ん子劇団（黒部市・浄土真宗本願寺派善巧寺）
- 家田隆現（人形劇団ゆりかご主宰/奨励賞）
- 越智廓明（北条市・曹洞宗大通寺東堂/奨励賞）
- 青雲会（前橋市・真言宗豊山派金剛寺/奨励賞）
- 同朋大学視聴覚研究部（奨励賞）
- 龍雲寺花園子供会（世田谷区・臨済宗妙心寺派龍雲寺/奨励賞）

## 第16回（1992年）
- 松濤基道（作曲家）
- 池上朗子クラブ

## 第17回（1993年）
- 了嚴寺日曜学校（桑名市・真宗大谷派了嚴寺）
- 関屋仏教日曜学校 （奈良県香芝市・浄土真宗本願寺派西光寺と真宗大谷派妙蓮寺の2ヶ寺合同による地域の児童向け日曜学校

## 第18回（1994年）
- 藤本幸邦（長野市・曹洞宗円福寺東堂）
- 明泉寺合掌子供会（八代市・浄土真宗本願寺派明泉寺）

## 第19回（1995年）
- 村上智真（山口県教育委員会委員長）
- 光源寺ひかり子供会（長崎市・浄土真宗本願寺派光源寺）

## 第20回（1996年）
- 河内美舟（社会福祉法人同朋福祉会理事長）
- ゴールデン・ディアー（堺市・浄土真宗本願寺派本通寺の青少年国際交流組織）
- 佐野常光（函南町・曹洞宗長光寺住職/奨励賞）
- 滝本誠海（呉市・浄土真宗本願寺派南林寺/奨励賞）
- 崇台寺マンドリンクラブ（島原市・浄土宗崇台寺/奨励賞）
- 法圓寺同朋の会（弥彦村・真宗佛光寺派法圓寺/奨励賞）
- 自敬寺子ども会（大阪市・黄檗宗自敬寺/奨励賞）

## 第21回（1997年）
- 家田隆現
- 円覚寺日曜学校（深川市・浄土真宗本願寺派円覚寺）
- 荒谷日曜学校

## 第22回（1998年）
- 和田重良（くだかけ生活舎主宰）
- 青雲会

## 第23回（1999年）
- 佐々木義璋（志賀町・浄土真宗本願寺派福田寺住職）
- 禅心会やまでら（小浜市・曹洞宗禅応寺）

## 第24回（2000年）
- 摩尼和夫（横浜市・高野山真言宗歓成院住職）
- 法圓寺同朋の会

## 第25回（2001年）
- 寺口良英（安曇野市・曹洞宗宗徳寺住職）
- 成田山はぼたん日曜学校
- 林錬友（鰍沢町・日蓮宗柳川寺住職/奨励賞）
- 諸橋精光（奨励賞）
- 了見寺日曜学校（奨励賞）
- 五位堂安養日曜学校（香芝市・浄土宗寶樹寺/奨励賞）
- 愛和会＝学校へ行けない子どもと共に歩む父母の会（加東市・天台宗清水寺/奨励賞）

## 第26回（2002年）
- 近江正隆（雑司が谷鬼子母神住職）
- 潮音寺子ども日曜参禅会（田原市・曹洞宗潮音寺）
- 皆龍寺サンガスクール（山形市・真宗大谷派皆龍寺）

## 第27回（2003年）
- 木村敦子（桑名市・浄土真宗本願寺派長伝寺前坊守）
- 常光寺日曜学校（美唄市・浄土真宗本願寺派常光寺）

## 第28回（2004年）
- 岩上寛了（妻沼町・高野山真言宗長勝寺住職）
- サンガラトナ・法天・マナケ（天台宗インド禅定林住職）
- NPO法人フィールドソサイエティー「森の子クラブ」（法然院の森で行なわれる自然観察教室）

## 第29回（2005年）
- 小島昭安
- 諸橋精光

## 第30回（2006年）
- 三輪照峰（東京都北区・真言宗智山派地福寺住職）
- 了見寺日曜学校
- 熊谷靖彦（嬉野市・浄土宗本應寺住職/奨励賞）
- 藤沢哲真（愛荘町・浄土真宗本願寺派法幢寺住職/奨励賞）
- 野坂法行（大多喜町・日蓮宗妙厳寺住職/奨励賞）
- 高谷俊賢師（高砂市・真宗大谷派正蓮寺前住職/奨励賞）
- インドマイトリの会（クシナガラで貧しい子供たちの教育支援をするNPO/奨励賞）

## 第31回（2007年）
- 藤沢哲真
- 絵日傘人形劇研究会（由利本荘市・真宗大谷派廣誓寺）

## 第32回（2008年）
- 栽松完道（岐阜市・臨済宗妙心寺派栽松寺住職）
- 熊谷靖彦
- 野坂法行
- 光明寺仏教青年会（青年奨励賞）

## 第33回（2009年）
- 畑﨑龍定（みなべ町・西山浄土宗常福寺住職）
- ゆめ観音実行委員会
- 廣部光信（天台宗教林坊住職／青年奨励賞）

## 第34回（2010年）
- 長谷川実彰（知多市・真言宗智山派大智院住職）
- 岩国演劇研究会『劇団のんた』（藤谷光信代表）
- 救世観音宗童楽寺（青年奨励賞）

## 第35回（2011年）
- 禿川瑛子（香春町・浄土真宗本願寺派真行寺前坊守）
- NPO法人鎌倉てらこや（池田雅之代表）
- 根本紹徹（関市・臨済宗妙心寺派大禅寺住職/青年奨励賞）
- 今里晃玄（坂出市・浄土真宗本願寺派教専寺住職/奨励賞）
- 中西玄禮（浄土宗西山禅林寺派管長/奨励賞）
- 杉の子こども会（伊賀市・浄土宗長泉寺/奨励賞）
- 仙法志明照園日曜学校（利尻町・浄土宗専称寺/奨励賞）
- アジア仏教徒協会ASIAFUND「ABAミャンマー子ども基金」（佐世保市・曹洞宗西蓮寺/奨励賞）

## 第36回（2012年）
- 杉の子こども会
- 一般社団法人水月会（超宗派の国際支援組織）
- 社会慈業委員会ひとさじの会（浄土宗青年僧侶による生活困窮者支援組織/青年奨励賞）

## 第37回（2013年）
- 今里晃玄
- 宇野全匡（大石田町・曹洞宗地福寺住職）
- 大河内大博（大阪市・浄土宗願生寺副住職/青年奨励賞）
- 石原顕正（甲府市・日蓮宗立本寺住職/震災支援功労賞）
- スジャータプロジェクト（臨済宗建長寺派青年僧侶による被災者支援活動/震災支援功労賞）
- 上伊那仏教会青年部（震災支援功労賞）
- 浜○かふぇ（浄土宗青年僧侶を中心とした被災者支援活動/震災支援功労賞）
- Terra Net（浄土宗僧侶によるボランティア組織/震災支援功労賞）
- Cafe de Monk（東日本大震災被災地の「移動型傾聴喫茶」/震災支援功労賞）

## 第38回（2014年）
- 宗蓮寺子ども会（代表　垣本孝精・日蓮宗宗蓮寺住職）
- アジア仏教徒協会　ＡＳＩＡＦＵＮＤ「ＡＢＡミャンマー子ども基金」

（代表　茨木兆輝・曹洞宗西蓮寺東堂／理事長　牛尾日秀・正法事門法華宗法主）
- - 青年奨励賞該当なし

## 第39回（2015年）
- 観乗寺土曜会　影絵劇団もぐら座（代表　藤田英道／浄土真宗本願寺派観乗寺住職）
- 楠山泰道（神奈川県横須賀市／日蓮宗大明寺住職）
  - 青年奨励賞該当なし

## 第40回（2016年）
- 「五位堂安養日曜学校」（代表 中村勝胤・浄土宗寳樹寺住職・奈良県）
- 袴田俊英（曹洞宗月宗寺住職・秋田県）
- 久間泰弘（曹洞宗龍徳寺住職・福島県/青年奨励賞）
- 薬師寺青少年の為の寺子屋（青年奨励賞）
- 総本山知恩院おてつぎ運動本部 サラナ親子教室（青年奨励賞）
- 一絃須磨琴保存会（青年奨励賞）
- 金峯山青年僧の会 三日ぼうず体験（青年奨励賞）
- 曹洞宗青少年書道展（青年奨励賞）
- 龍谷大学学友会宗教局（青年奨励賞）

## 第41回（2017年）
- 「教覚寺少年会」（代表 南荘宏・浄土真宗本願寺派教覚寺住職・静岡県）
- 認定NPO法人れんげ国際ボランティア会（代表 川原英照・真言律宗別格本山蓮華院誕生寺貫主・熊本県）

## 第42回（2018年）
- 田端義宏（青森県鰺ヶ沢町／日蓮宗永昌寺住職）
- 小原智司（愛知県豊橋市／曹洞宗西光寺住職）
- 東海林良昌（宮城県塩竃市／浄土宗雲上寺副住職/奨励賞）

## 第43回（2019年）
- 徳応寺日曜学校（代表　戸﨑文昭・浄土真宗本願寺派徳応寺住職・山口県下関市）
- 藤大慶（京都府綾部市／浄土真宗本願寺派西福寺前住職）

## 第44回（2020年）
- 平野仁司（神奈川県座間市／浄土宗宗仲寺前住職・座間学園理事長）
- 一般社団法人　仏教情報センター（東京都文京区／理事長：浄土宗戒法寺住職・長谷川 岱潤）
- 古仲宗雲（秋田県男鹿市／雲昌寺副住職/奨励賞）

## 第45回（2021年）
- 上村正剛（埼玉県さいたま市／真言宗智山派 光岩山 釋迦院 岩槻大師 彌勒密寺住職）
- 一般社団法人　タンダバハダンスカンパニィ（東京都中野区／代表　聖徳大学短期大学部教授・中野真紀子）
- ＮＰＯ法人　日本語の美しさを伝える会（神奈川県鎌倉市／理事長　星槎大学教授・伊藤玄二郎/奨励賞）